# Instituto de Hidrología, Meteorología y Estudios Ambientales
El Instituto de Hidrología, Meteorología y Estudios Ambientales (IDEAM) es una entidad del gobierno de Colombia, dependiente del Ministerio de Ambiente y Desarrollo Sostenible, encargada del manejo de la información científica, hidrológica, meteorológica y todo lo relacionado con el medio ambiente en Colombia. Desde enero de 2023, el IDEAM está bajo la dirección de la química Ghisliane Echeverry Prieto, quien es la segunda mujer en liderar el instituto.
El IDEAM juega un papel crucial en el desarrollo de políticas nacionales relacionadas con el medio ambiente. Además de monitorear el estado de los recursos naturales, el instituto ofrece asesoría técnica a diversas instituciones gubernamentales y organizaciones privadas. Sus datos y pronósticos se utilizan para la formulación de políticas en áreas como la gestión de agua, la biodiversidad, la lucha contra el cambio climático y la ordenación territorial. Sus informes y alertas meteorológicas permiten a las autoridades tomar decisiones informadas para la protección de la población en situaciones de riesgo, como fenómenos climáticos extremos. 

## Creación
Fue creado el 22 de diciembre de 1993, cuando el Congreso sancionó la ley 99 de 1993. Dicha ley estableció el Sistema Nacional Ambiental (SINA) y creó el Ministerio del Medio Ambiente; en ese marco, se dispuso la creación del IDEAM como un establecimiento público de orden nacional, dotado de personería jurídica, autonomía administrativa y patrimonio independiente, adscrito al nuevo ministerio. Y reemplazó al Instituto Colombiano de Hidrología, Meteorología y Adecuación de Tierras (HIMAT), iniciando su funcionamiento oficialmente el 1 de marzo de 1995.
Desde su creación, el instituto ha jugado un papel fundamental en la modernización de los sistemas de monitoreo ambiental en Colombia. En los primeros años, se enfocó principalmente en la creación de redes meteorológicas e hidrológicas, pero con el tiempo ha expandido sus actividades para incluir estudios sobre cambio climático, biodiversidad, y monitoreo de glaciares, áreas protegidas y sistemas de agua. 

## Funciones

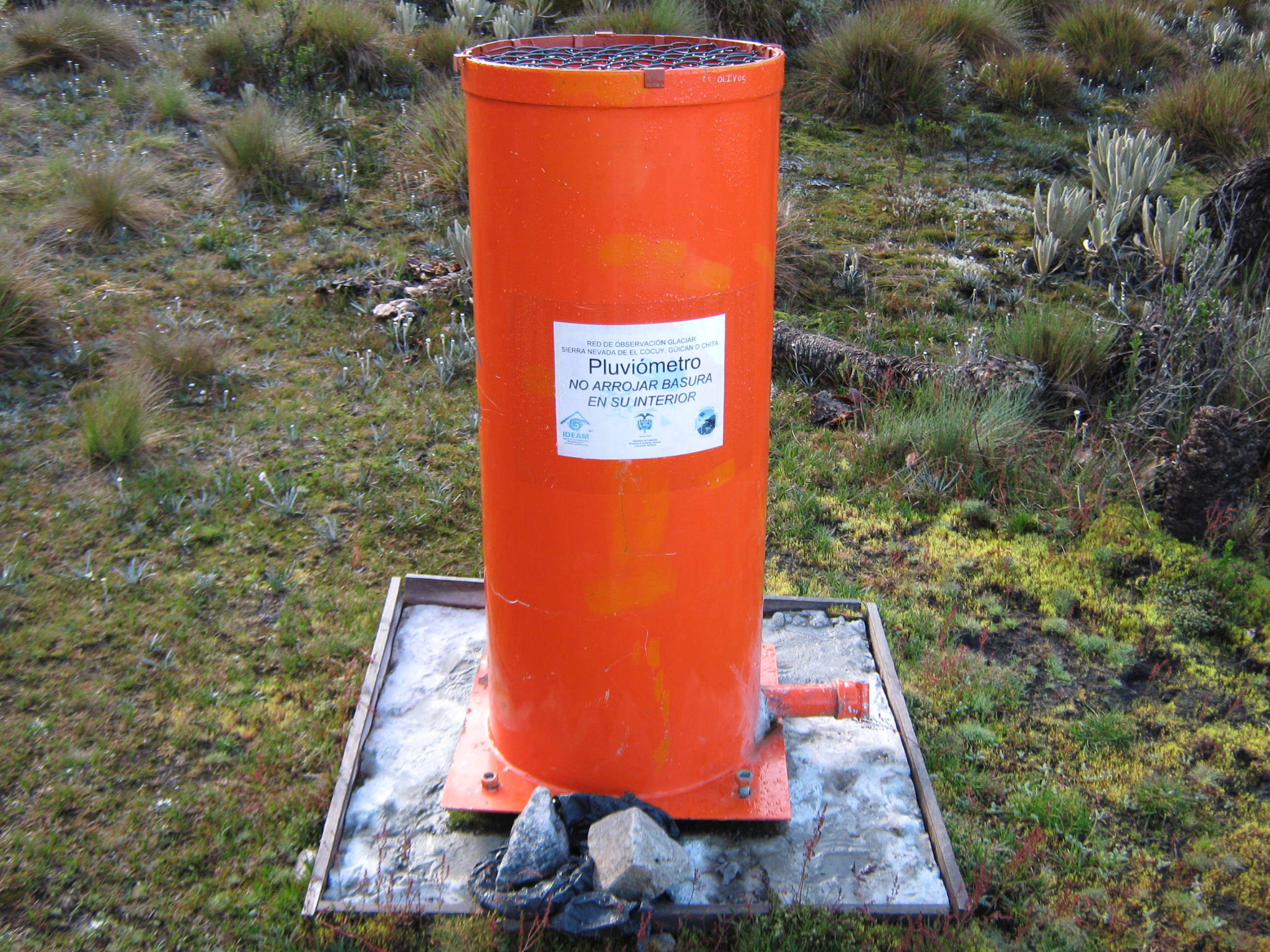
Pluviómetro del IDEAM, ubicado en el Parque nacional natural El Cocuy.

El IDEAM se encarga de la recopilación y manejo de información especializada en los diferentes ecosistemas encontrados en el país; también se encarga de sentar los parámetros técnicos para pro-piciar un uso adecuado del suelo dentro del contexto de planificación y ordenamiento territorial. El IDEAM se encarga de recopilar, procesar, interpretar y hacer públicos los datos hidrológicos, hidrogeológicos, meteorológicos y geográficos sobre aspectos biofísicos, geomorfología, suelos y cobertura vegetal, para el manejo adecuado y aprovechamiento racional de los recursos biofísicos del país.
También tiene la función de administrar el funcionamiento y ubicación de las bases meteorológicas e hidrológicas dentro del país, con el fin de recopilar información, pronósticos, alertas y asesoría sobre el comportamiento del clima a la población. Tiene a su cargo la vigilancia de los recursos biofísicos del país en temas relacionados con su contaminación y degradación, cruciales para las decisiones tomadas por las autoridades ambientales. También funciona como la entidad que cumple la tarea de Instituto de Meteorología para el estudio del clima.
El Instituto tiene como misión generar conocimiento y garantizar el acceso a la información sobre el estado de los recursos naturales y condiciones hidrometeorológicas de todo el país para la toma de decisiones de la población, autoridades, sectores económicos y sociales de Colombia y para los siguientes sistemas:
- Sistema Nacional Ambiental (SINA): apoyo a la gestión ambiental de las autoridades ambientales, ordenamiento territorial y conservación de ecosistemas.
- Sistema Nacional de Prevención y Atención de Desastres: prevención y reducción del riesgo asociado a la ocurrencia de fenómenos hidrometeorológicos extremos.
- Sistema Nacional de Ciencia, Tecnología e Innovación (SNCTeI): transferencia del conocimiento y tecnologías en temas ambientales y de desarrollo.
- Sistema Nacional de Áreas Protegidas: generación de información que contribuya a la conservación y ordenamiento, monitoreo de glaciares, deforestación (bosque, agua, carbono), estructura ecológica principal, pago por servicios ambientales, etc.
- Sistema Mundial de Información: Pronósticos y predicciones mundiales.

## Estructura Organizacional
El IDEAM es un establecimiento público de nivel nacional. Su dirección y administración están a cargo de un Consejo Directivo y de un Director General, según sus estatutos internos. El Consejo Directivo es la máxima autoridad colegiada del instituto: está presidido por el Ministro de Ambiente y Desarrollo Sostenible (o su delegado) y lo integran representantes de otras entidades estatales relevantes. Por disposición legal, entre sus miembros figuran delegados de sectores como Transporte, Agricultura, Planeación Nacional, además de expertos académicos invitados, garantizando una visión interdisciplinaria en las decisiones del instituto. El Consejo Directivo formula la política general del IDEAM, aprueba su plan estratégico, el presupuesto y evalúa su gestión, entre otras funciones. El Director General del IDEAM, por su parte, es el representante legal y principal autoridad ejecutiva, designado por el Presidente de la República. Participa en las sesiones del Consejo Directivo con voz pero sin voto, y es responsable de ejecutar las decisiones del Consejo y dirigir las actividades cotidianas de la entidad.

## Actividades destacadas
- Monitoreo de glaciares: El IDEAM ejecuta un programa continuo de seguimiento de los glaciares tropicales de Colombia, considerados indicadores sensibles del cambio climático. Desde hace más de dos décadas, técnicos del instituto miden periódicamente la extensión y el balance de masa de los nevados colombianos. Este monitoreo (complementado con análisis de imágenes satelitales y estaciones climatológicas de alta montaña) ha permitido documentar el acelerado retroceso de los glaciares. Según reportes del IDEAM, la superficie glaciar del país disminuye entre un 3% y un 5% cada año, habiendo perdido aproximadamente el 90% de su área desde finales del siglo XIX. Para 2022 solo quedaban cerca de 33 km² de hielo en seis picos nevados aislados del país. El instituto emite informes periódicos sobre el estado de estos glaciares, alertando sobre su posible desaparición en las próximas décadas y las implicaciones hídricas que conlleva. Asimismo, el IDEAM participa en iniciativas internacionales de protección de glaciares y conmemora el Día Mundial de los Glaciares divulgando información para sensibilizar sobre la importancia de estos ecosistemas estratégicos.[8]
- Pronósticos meteorológicos y climáticos: Como servicio meteorológico nacional, el IDEAM genera diariamente pronósticos del tiempo para las distintas regiones de Colombia, indicando variables como temperatura, lluvias, vientos y alertas de fenómenos severos. Estos pronósticos se difunden al público y a sectores específicos (agropecuario, transporte, energético, etc.). Adicionalmente, el IDEAM elabora predicciones climáticas estacionales, monitoreando fenómenos de variabilidad como El Niño y La Niña. Por ejemplo, emite boletines mensuales de vigilancia del fenómeno ENSO (El Niño-Oscilación del Sur) y proyecciones trimestrales de lluvia y temperatura, lo cual resulta crucial para la planificación en sectores como agricultura y gestión del riesgo. Durante eventos críticos (como la ocurrencia de un Niño intenso o una temporada de huracanes que pueda afectar el Caribe), el IDEAM actúa como fuente oficial de información, indicando probabilidades de déficit o exceso de lluvia, olas de calor, etc., y recomendando medidas preventivas. También opera un Centro de Pronósticos y Alertas que funciona 24/7 vigilando en tiempo real las condiciones meteorológicas; este centro emite avisos tempranos por tormentas, crecientes súbitas de ríos, amenaza de deslizamientos e incluso calidad del aire en caso de incendios forestales, coordinando dichos avisos con las entidades de respuesta a emergencias. [3]
- Monitoreo de bosques y deforestación: Una de las actividades estratégicas del IDEAM es el monitoreo de la cobertura forestal del país. Desde 2012, la entidad implementó el Sistema de Monitoreo de Bosques y Carbono (SMByC), una plataforma que combina sensores remotos (imágenes satelitales) y trabajo de campo para cuantificar la extensión de bosques naturales y detectar cambios por deforestación. Cada año, el IDEAM procesa cientos de imágenes satelitales (Landsat, Sentinel, etc.) para identificar las áreas de bosque perdidas y genera informes oficiales sobre la tasa de deforestación nacional. Adicionalmente, opera un componente de alertas tempranas de deforestación: de forma trimestral, publica boletines AT-D que señalan los focos de deforestación activa, es decir, zonas donde se detectan talas recientes, con información sobre posibles causas y actores asociados. Esta información es utilizada por el Ministerio de Ambiente, las CAR y fuerzas de control para orientar operativos contra la deforestación y diseñar estrategias de conservación. Gracias al monitoreo del IDEAM, se ha podido por ejemplo constatar el incremento de la pérdida de bosques en años críticos –en 2017 se perdieron ~219.973 hectáreas de bosque natural, un 23% más que el año anterior y focalizar esfuerzos en regiones como la Amazonía, que concentra más del 60% de la deforestación nacional. El SMByC, apoyado por iniciativas internacionales (Programa Visión Amazonía, Fondo GEF, entre otros), ha posicionado a Colombia entre los países con sistemas robustos de monitoreo forestal, proporcionando insumos para las metas de reducción de la deforestación en el marco de REDD+ y otros acuerdos ambientales.[9]
- Investigaciones y reportes ambientales: Además de la monitorización operativa, el IDEAM realiza estudios integrales y publica informes temáticos de alto impacto. Entre ellos, se destaca el Estudio Nacional del Agua (ENA), un informe periódico donde el instituto evalúa la oferta, demanda, calidad y gestión del recurso hídrico en Colombia. Estos estudios (publicados aproximadamente cada 4–5 años) constituyen la referencia principal sobre disponibilidad de agua por regiones, usos sectoriales, vulnerabilidad a sequías e inundaciones, etc. Por ejemplo, el ENA 2010 en cuya elaboración participó la dirección del IDEAM de entonces consolidó información hidrológica nacional para guiar políticas de manejo del agua. [10]

## Directores
El Director General es nombrado por el gobierno nacional y suele acompañar los periodos de gobierno, aunque la duración del cargo no está estrictamente fijada y ha habido continuidades y cambios según cada administración. A continuación se mencionan algunos de los directores generales relevantes:
- Ricardo José Lozano Picón
- Omar Franco Torres
- Yolanda Gonzáles Hernández
- Ghisliane Echeverry Prieto

## Desafíos
- Cambio climático y eventos extremos: El acelerado cambio climático global impone al IDEAM la necesidad de mejorar constantemente sus capacidades predictivas y de análisis. Fenómenos como el aumento de la variabilidad climática, temporadas de lluvias más erráticas, temperaturas récord y prolongadas sequías están poniendo a prueba los sistemas de alerta del país. Por ejemplo, el rápido retroceso de los glaciares andinos por el calentamiento global con nevados enteros desapareciendo en años recientes ejemplifica la urgencia de generar información para la adaptación. El IDEAM debe robustecer sus modelos climáticos y profundizar estudios regionales para anticipar impactos en agricultura, recursos hídricos y ecosistemas, de modo que Colombia pueda prepararse frente a futuros escenarios (como eventos El Niño más intensos, elevación del nivel del mar o mayor frecuencia de tormentas severas). La necesidad de incorporar nuevas variables e incertidumbres climáticas plantea un desafío científico continuo. [8]
- Coordinación interinstitucional: Si bien el IDEAM es el referente técnico, la efectividad de sus recomendaciones depende de la articulación con otras entidades. Un reto continuo es garantizar que los distintos organismos (ministerios sectoriales, gobiernos locales, corporaciones regionales) utilicen la información del IDEAM en sus decisiones. Por ejemplo, en gestión del riesgo, que las alcaldías actúen frente a una alerta roja del IDEAM; en planificación, que las CAR ajusten sus planes de ordenamiento de cuencas según los estudios hídircos del IDEAM; o en política climática, que los sectores productivos implementen medidas con base en las proyecciones climáticas entregadas. En ocasiones ha habido barreras burocráticas o falta de protocolos claros de intercambio de información. Superar estos obstáculos y lograr una sinergia efectiva es un desafío organizacional. La nueva dirección ha manifestado la voluntad de trabajar “con las fuerzas vivas” y sectores sociales, lo cual apunta en esa dirección de mayor coordinación y participación.[11]